# Дело «Запасного правотроцкистского центра контрреволюционной националистической организации»
Дело «Запасного правотроцкистского центра контрреволюционной националистической организации» (ЗПЦКНО) (азерб. “Sağ-trotskiçi ehtiyat mərkəzinin əksinqilabi milliyətçi təşkilatı” rəhbərlərinin işi, 1938-1956) — сфабрикованное высшим руководством Азербайджанской ССР политическое дело, по которому было осуждено несколько депутатов Верховного Совета СССР 1-го созыва и руководителей народного хозяйства Азербайджана. Всего же по данному делу "было арестовано и осуждено к расстрелу или к длительному сроку лишения свободы свыше трехсот руководящих партийных и советских работников, в том числе: 32 секретаря райкомов партии, 28 председателей райисполкомов, 15 наркомов и их заместителей, 66 инженеров, 88 командиров Советской армии и Военно-морского флота, 8 профессоров и другие руководящие работники".

## Предыстория
Это дело стало региональным продолжением репрессий в СССР против членов «Антисоветского право-троцкистского блока», руководителями которого были объявлены Бухарин и Рыков. По версии следствия, ЗПЦКНО представляла собой союз азербайджанских националистов с правотроцкистами, которыми в деле были представлены в основном все лица других национальностей.
“Запасной” эта организация была названа потому, что она была якобы создана после разгрома органами НКВД предыдущего (основного) центра этой организации, который действовал в 1936—1937 годах; а участники этого дела были в “запасе” на случай этого разгрома и возродили деятельность предыдущей организации.

## Состав руководства ЗПЦКНО
Руководителями ЗПЦКНО были объявлены несколько человек, из которых пятеро были руководителями народного хозяйства Аз. ССР и депутатами Верховного Совета СССР 1-го созыва (палата национальностей):
- Манаф Халилов (1-й заместитель председателя Совета Народных Комиссаров Аз. ССР);
- Ибрагим Асадуллаев (народный комиссар внутренней торговли Аз. ССР);
- Абульфат Мамедов (народный комиссар земледелия Аз. ССР);
- Искендер Алиев (народный комиссар легкой промышленности Аз. ССР);
- Ефим Родионов (Уполномоченный Народного Комиссариата Связи СССР по Аз. ССР);
- Борис Люборский-Новиков (ответственный работник СНК Аз ССР, депутатом не являлся)

Помимо этого по этому делу был осужден еще один «правотроцкист»", депутат Верховного Совета СССР, не входящий в руководство организации, но сотрудничавший с ними. Это секретарь Ленинского РК КП (б) г. Баку Николай Кульков.
Таким образом, по этому делу были осуждены шесть депутатов ВС СССР от палаты национальностей.

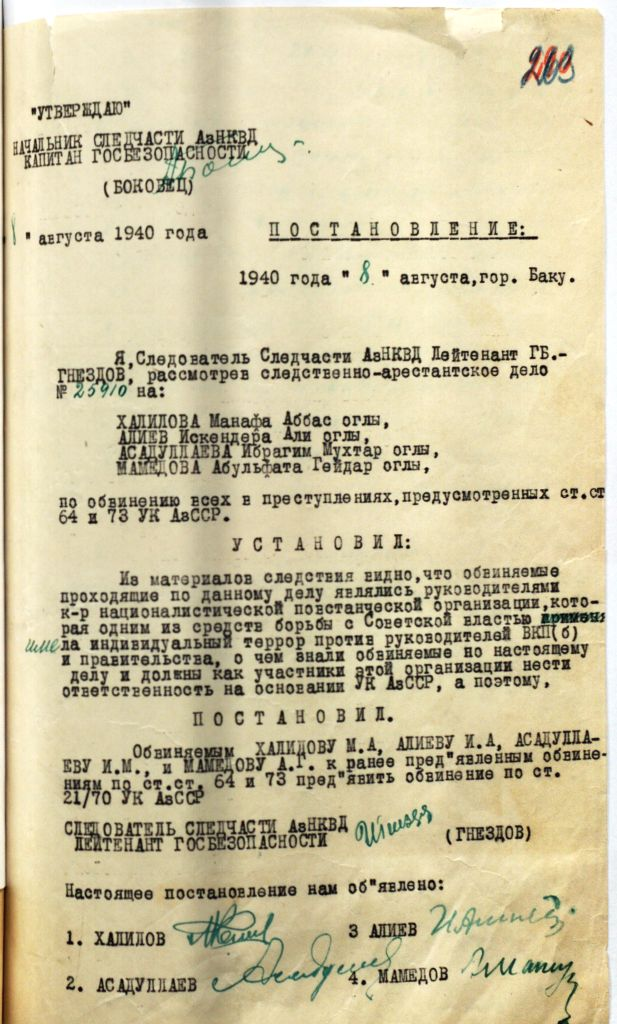

## Аресты и ход следствия
В 1937 году по указанию секретаря ЦК КП (б) Аз. ССР Мир Джафара Багирова начался сбор анонимок и других компроматов на депутатов ВС СССР от Азербайджана. Аресты руководства ЗПЦКНО были произведены в июне-июле 1938 года на основе доносов нескольких лиц. Имена Алиева, Мамедова и Асадуллаева были внесены в «сталинские расстрельные списки» 1-й категории датированные 25 сентябрем 1938 года. Однако уже в октябре того же года репрессии в СССР стали относительно ослабевать и большинство заключенных больше не расстреливали, а приговаривали к длительным срокам заключения. Видимо по этой причине их не расстреляли.
Руководство ЗПЦКНО обвинили в целом ряде преступлений, в том числе:
- Подготовке вооруженного восстания против советской власти, с целью отторжения Азербайджана из состава СССР;
- Подготовке террористических актов против руководства КП (б) Аз. ССР;
- Установлении связи с враждебными с СССР странами;
- Оказании содействия интервенции мирового фашизма против СССР;
- Создании параллельных структур власти для прихода к власти после разгрома СССР;
- Экономическом саботаже и вредительстве на заводах и предприятиях Азербайджанской ССР с целью ослабления доверия населения к центральной власти;
- Проведении среди населения пропаганды, с целью дискредитации советской власти;
- Вербовке новых членов организации.

Всех обвиняемых по этому делу били и пытали с целью признания ими своей вины и указания на других членов «организации». По этой причине все они признались во всех выдвинутых против них обвинениях.

## Отказ обвиняемых от показаний
Однако в 1939 году, после относительного смягчения процесса следствия все подследственные отказались от своих показаний. В связи с этим, их дело передали на рассмотрение особого совещания при НКВД. Тем не менее, следствие заявило, что "этот отказ не состоятелен и является сознательным с их стороны маневром с целью ввести в заблуждение следственные органы при разборе их дел" и передало дело в суд. 24 апреля 1941 года Военная Коллегия Верховного Суда СССР сочла недостаточно аргументированными обвинения руководителей ЗПЦКНО и других арестантов, проходящих по этому делу и поэтому вернула это дело в НКВД Аз. ССР.

## Обвинения во вредительстве в народном хозяйстве
После отказа подследственных от своих показаний и возвращения дела на доследование позиции обвинения заметно ослабли. Поэтому после этого обвинение в отношении руководителей ЗПЦКНО было в основном выстроено на «вредительстве» в народном хозяйстве в контрреволюционных целях. Построить обвинение на “вредительстве” было намного легче, так как все обвиняемые занимали высокие посты в системе народного хозяйства Аз. ССР. А найти недостатки в работе на их предприятиях и придать им политическую мотивацию было достаточно простым делом. С этой целью на предприятия и наркоматы, возглавляемые ранее обвиняемыми, были отправлены комиссии по выявлению сознательных актов “вредительства”, с целью нанести удар советскому режиму. По окончании работы этих комиссий были составлены соответствующие Акты, удобные для обвинения. По ним обвиняемым были выдвинуты новые обвинения. 

## Приговор суда в отношении руководителей ЗПЦКНО
Постановлением от 7 августа 1940 года, дела М. Халилова, И. Асадуллаева, И. Алиева, А. Мамедова были объединены в единое дело, а 31 августа, в соответствии с обвинительным заключением, их дела были отправлены на рассмотрение Военной коллегии Верховного Суда СССР. После этого некоторые обвиняемые были отправлены в Москву, где содержались в Бутырской тюрьме. Но потом снова были этапированы в Баку.
30 августа 1941 года в Баку состоялся судебный процесс над членами ЗПЦКНО. Он был проведен в закрытом судебном заседании Военным трибуналом Закавказского военного округа в выездной сессии. Согласно копии Приговора суда №00497 подсудимые были признаны виновными в организации контрреволюционной националистической организации и установлении связей с правотроцкистами. Практически их контрреволюционная деятельность выражалась в проведении вербовки новых лиц в к-р организацию и вредительстве на объектах народного хозяйства Аз. ССР.
Приговором суда Халилов, признанный главой организации был приговорен к 15-ти; Мамедов, Асадуллаев, Алиев и Родионов к 10-ти; Люборский-Новиков к 8-ми годам заключения в исправительно-трудовых лагерях (и.т.л.). Приговоренные отбывали сроки заключения в различных и.т.л., в том числе Карлаге, в которых многие из них умерли: Халилов в 1944 г., Асадуллаев в 1946 г., Родионов в 1942 г. В отношении Б. Люборского-Новикова уголовное дело было прекращено в 1943 году.

## Реабилитация
После смерти Сталина и отстранения 5 марта 1953 года секретаря ЦК КП (б) Мир Джафара Багирова от занимаемой должности, в мае 1954 года была создана Центральная комиссия по пересмотру дел осуждённых за «контрреволюционные преступления» во главе с генеральным прокурором СССР Р. А. Руденко, которая вплотную занялась расследованием дел жертв политических репрессий в Азербайджане. Дело о «запасном право-троцкистском центре контрреволюционной националистической организации» в Азербайджане также было пересмотрено этой комиссией на основе заявления, поданного 11.11.1954 г. Искендером Алиевым, который отсидел в и.т.л. Карлага 18 лет. В тексте Определения Военной коллегии Верховного Суда СССР № 18146/41 от 23 апреля 1955 года говорилось о том, что в основу обвинения положены личные противоречивые показания обвиняемых и свидетелей, которые были добыты незаконным путем с применением насилия; впоследствии все они отказались от своих показаний; других объективных доказательств по делу добыто не было; обвинительные материалы в отношении осужденных были сфальсифицированы органами предварительного следствия.

## Дело ЗПЦКНО в судебном процессе над М. Д. Багировым и его сообщниками
Сразу после возвращения из Карлага в Баку, один из главных пострадавших в деле ЗПЦКНО Искендер Алиев был привлечен к судебному процессу над бывшим секретарем ЦК КП (б) М. Д. Багировым и его сообщниками, который проходил в апреле 1956 года, на котором они были признаны виновными в выдвинутых против них обвинениях и осуждены. И. Алиев участвовал на этом процессе в качестве пострадавшего от репрессий и был одним из главных свидетелей обвинения против М. Д. Багирова и его сообщников. Он был реабилитирован еще в апреле 1955 года. Но продолжал оставаться в ссылке до апреля 1956 года потому, что Прокуратура СССР готовила его для участия на суде по делу Багирова и его сообщников. Возможно его более ранний приезд в Баку органы следствия сочли опасным для свидетеля.
Дело ЗПЦКНО было одним из доказанных судом пунктов обвинения, которое выдвигал против Багирова и его сообщников Генеральный Прокурор СССР Р. А. Руденко. Это дело с именами репрессированных «руководителей» организации было упомянуто в тексте судебного Приговора М. Д. Багирову и его сообщникам.
После реабилитации, в 1957 году умер А. Мамедов. Алиев был восстановлен в партии, вернулся на руководящие должности в системе Народного хозяйства Аз. ССР, был пенсионером союзного значения и умер в 1972 году.